# Modulus Band
Modulus Band (dawniej ITI Jazz Band) – indonezyjski zespół grający muzykę jazz fusion, pop i muzykę etniczną. Został założony w 1987 roku.
Z zespołem związani byli: Iwang Wahyudi – bas, Agus HJ – klawisze/fortepian, Auditya – perkusja, Parulian – klawisze, Edwin Saladin – klawisze, Bimo Chondro – wokal, Stanley Sagala – wokal, Adelansyah Adnan.
Wypromowali przebój „Saat-Saat Bahagia”, nagrany z udziałem piosenkarki Asti Asmodiwati.

## Dyskografia
Źródło:
Albumy
- 1991: Ulang Tahun
- 1996: Lihat Dunia
- 1998: Negeri Surgawi